# Ландауэр, Курт
Курт Ланда́уэр (нем. Kurt Landauer; 28 июля 1884, Планег — 21 декабря 1961, Мюнхен) — немецкий футбольный функционер, президент мюнхенской «Баварии», наиболее долго занимавший этот пост. Почётный президент ФК «Бавария» (посмертно).

## Биография
Родился в Планеге (вблизи Мюнхена) в семье еврейского предпринимателя. С 1901 года, уже через год после основания «Баварии» (1900), стал выступать за этот клуб в качестве игрока. Должен был переехать в Лозанну, однако вскоре в 1905 году возвратился в Мюнхен. В 1913 году был в первый раз избран президентом клуба. Покинул пост в 1914 году в связи с началом Первой мировой войны, во время которой спортивные соревнования почти не проводились. В числе большинства футболистов ушёл на фронт. Участвовал в боевых действиях.
После возвращения в Мюнхен после войны, был избран президентом клуба «Бавария» во второй раз. Оставался на этом посту до 1933 года (с однолетним перерывом в 1921-22). В 1919 году вывел «Баварию» из Мюнхенского спортклуба и вступил в альянс с Гимнастическим союзом Мюнхена. Ряд организационных мер позволил ему вывести клуб на новый уровень, в частности приглашение в 1919 году английского тренера Уильяма Таунли, привившего «Баварии» быструю комбинационную игру, основанную на постоянном контроле мяча, так называемый «шотландский» стиль, а также приход в 1921 году югославского тренера Дори Кюршнера, продолжившего дело Таунли, но исповедовавшего «дунайский стиль», заключавшийся в оттачивании техники и качества владения мячом.
В 1924 году «Бавария» рассталась с Гимнастическим союзом — именно с этого времени клуб существует в своём нынешнем виде.
Ландауэр является президентом клуба, при котором «Бавария» впервые стала чемпионом Германии по футболу, победив франкфуртский «Айнтрахт» в финале 1932 года.

### Приход нацистов
Хотя среди членов клуба количество евреев было невелико, тем не менее по мнению пришедших к власти национал-социалистов, «Бавария» представляла собой «еврейский клуб». Вскоре после Хрустальной ночи, 22 марта 1933 года, Ландауэр был вынужден покинуть пост. Он был арестован 10 ноября 1938 года и заключён в концентрационный лагерь Дахау, где просидел 33 дня. В связи с его военными заслугами во время Первой мировой войны ему было позволено покинуть лагерь. Бежал в Швейцарию 15 марта 1939 года. Четверо братьев и сестёр были впоследствии убиты нацистами.

### В изгнании
В 1943 году мюнхенская «Бавария» участвовала в товарищеском матче, состоявшемся в Цюрихе, против швейцарской национальной сборной. Когда игроки команды «Баварии» увидели Ландауэра, присутствовавшего на матче среди зрителей, они подбежали к трибуне, на которой он находился, чтобы тепло поприветствовать своего бывшего президента. В связи с этим фактом последовала реакция гестапо в виде угроз игрокам не оставить данный инцидент без последствий.

### После Второй мировой войны
В 1947 году Курт Ландауэр возвратился в Мюнхен и был назначен президентом клуба «Бавария» в третий раз. В 1951 году проиграл на выборах президента представителю многочисленной гандбольной секции клуба Юлиусу Шойрингу. Через три месяца после того, как Ландауэр был освобожден от должности, 27 июля 1951 года баварская делегация во главе с Шойрингом посетила Ландауэра в его квартире в Швабинге, чтобы поздравить с 50-летним членством в ассоциации и вручить ему подарок, — великолепное золотое кольцо с гербом клуба. Ландауэр несколько примирился, и стал снова участвовать в деятельности клуба, в том числе и оказывать финансовую поддержку. Однако Шойринг не смог долго продержаться в должности президента клуба и был вынужден уйти в отставку уже в 1953 году. С тех пор устав клуба был изменён таким образом, что президента клуба выбирают только из представителей футбольной секции клуба.
27 октября 1955 года Курт Ландауэр женился на своей бывшей экономке Марии Бауманн (1899—1971). Умер 21 декабря 1961 в Мюнхене. Похоронен на Новом еврейском кладбище Мюнхена.

## Память

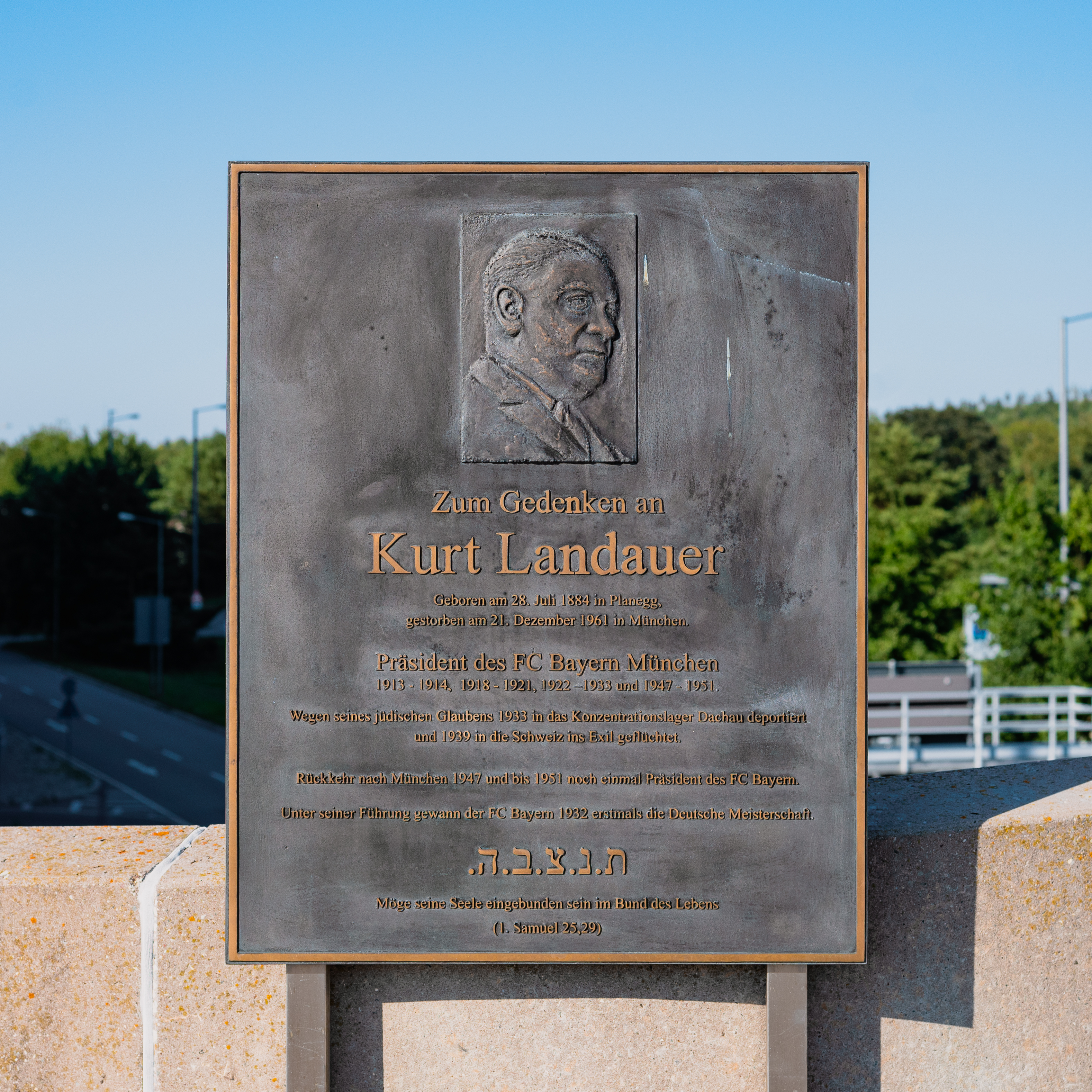
Мемориальная доска Курту Ландауэру возле Альянц Арены

- Решением общего собрания членов клуба «Бавария» от 13 ноября 2013 года назначен почётным президентом клуба посмертно.
- О жизни и работе Ландауэра повествует книга «Человек, который изобрел „Баварию“»[16].
- Осенью 2014 года Баварское радио выпустило сразу несколько проектов о жизни Курта Ландауэра. Они включают документальный сериал и социальные медиа, в частности приложение дополненной реальности[17].
- На Первом канале ARD состоялась премьера художественного фильма Ландауэр — Президент (Landauer — Der Präsident)[18].
- Именем Курта Ландауэра назван переулок в Мюнхене (Kurt-Landauer-Weg)[19]. В 2015 году площадь на эспланаде перед главным входом Альянц Арены была также названа именем Курта Ландауэра (Kurt-Landauer-Platz)[20][21]. В 2019 году на Зебенерштрассе (Säbener Straße) в Мюнхене был установлен памятник[22].